# Carex turuli
Carex turuli är en halvgräsart som beskrevs av Lajos von Simonkai. Carex turuli ingår i släktet starrar, och familjen halvgräs. Inga underarter finns listade i Catalogue of Life.